# Episodi di Workin' Moms (sesta stagione)
La sesta stagione della serie televisiva Workin' Moms, composta da 13 episodi, è stata trasmessa in prima visione assoluta negli Stati Uniti d'America da CBC Television dal 4 gennaio 2022 al 12 aprile 2022.
In Italia è stata pubblicata da Netflix il 10 maggio 2022.
| n° | Titolo originale                   | Prima TV Usa     | Prima TV Italia |
| -- | ---------------------------------- | ---------------- | --------------- |
| 1  | "Kate Fosters"                     | 4 gennaio 2022   | 10 maggio 2022  |
| 2  | "Warm Lunch"                       | 11 gennaio 2022  | 10 maggio 2022  |
| 3  | "Bye Bye Goldie"                   | 18 gennaio 2022  | 10 maggio 2022  |
| 4  | "The Big One"                      | 25 gennaio 2022  | 10 maggio 2022  |
| 5  | "Jazz Addict"                      | 1º febbraio 2022 | 10 maggio 2022  |
| 6  | "Oh. Ohh. Ohhh."                   | 22 febbraio 2022 | 10 maggio 2022  |
| 7  | "Goin' Fishin'"                    | 1º marzo 2022    | 10 maggio 2022  |
| 8  | "Poke the Bear"                    | 8 marzo 2022     | 10 maggio 2022  |
| 9  | "Buried"                           | 15 marzo 2022    | 10 maggio 2022  |
| 10 | "Bachelorette, But Make it Spooky" | 22 marzo 2022    | 10 maggio 2022  |
| 11 | "The Break"                        | 29 marzo 2022    | 10 maggio 2022  |
| 12 | "The Scary Things"                 | 5 aprile 2022    | 10 maggio 2022  |
| 13 | "Grow If You Want"                 | 12 aprile 2022   | 10 maggio 2022  |